# Tom Hagen
Thomas Feargal Hagen, meglio noto come Tom, è un personaggio di finzione del romanzo Il padrino, di Mario Puzo. Nella trilogia di Francis Ford Coppola è stato impersonato da Robert Duvall. Nella versione italiana classica è doppiato da Cesare Barbetti mentre nella riedizione del 2008 è doppiato da Angelo Maggi.

## Biografia del personaggio
(tratto da Il padrino)
Tom Hagen nasce a New York nel 1916, con origini tedesco-irlandesi. Tom e la sorella perdono prima la madre, già affetta da una forma di infezione agli occhi, che muore a causa di una malattia venerea, ma in seguito perdono pure il padre, a causa del troppo bere. Dopo mesi di vagabondaggio e di problemi dovuti a un'infezione oculare ereditata dalla madre, viene avvicinato dal coetaneo Santino Corleone, che lo porta a casa sua, divenendo un figlio adottivo del boss mafioso Vito Corleone, il quale lo tratta con maggiore riguardo in confronto ai figli naturali e lo sprona a non dimenticare mai i genitori.
Si laurea in legge e, su insistenza di Don Vito, svolge un praticantato per tre anni presso un prestigioso studio legale di penalisti in cui la famiglia esercita un certo potere, rinunciandovi in seguito per dedicarsi esclusivamente alle attività mafiose di Don Corleone. Nel 1944 il consigliere Genco Abbandando si ammala di cancro e Tom subentra come facente funzioni. Si sposa con Theresa, una ragazza italiana diplomata, da cui ha più figli.
La sua posizione causa dei problemi a Don Vito, in quanto è stata rotta un'antica tradizione: solo un siciliano può aspirare al titolo di consigliere del boss. Tuttavia, Don Corleone preme perché Hagen rimanga al posto che gli ha affidato. Nel 1945, alla morte di Abbandando, viene ufficialmente nominato consigliere.
Nel 1947, quando scoppia la guerra tra le cinque famiglie di New York, non riesce a prevedere la trappola mortale in cui cade Santino, di cui ha sempre tentato di contenere le esplosioni colleriche durante la sua guida degli affari della famiglia in assenza del padre, che lottava tra la vita e la morte.
Quando Michael assume la guida della famiglia, viene rimosso dal titolo di consigliere, dietro suggerimento di Don Corleone, in quanto consigliere non adatto ai tempi di guerra. Viene indirizzato come avvocato degli interessi della Famiglia a Las Vegas.
Nel 1958 Tom riprenderà i pieni poteri di consigliere e avrà provvisoriamente il comando della Famiglia Corleone mentre Michael si trova a Cuba per concludere l'affare con Hyman Roth. Al ritorno di Michael lo aiuterà a difendersi dall'inchiesta del senato manovrata dallo stesso Roth, oltre ad indurre il pentito Frank Pentangeli al suicidio su ordine dello stesso Padrino.
L'assenza di Tom Hagen nel terzo film della saga viene narrata nel romanzo La vendetta del padrino, in cui si scopre che è morto affogato nella sua auto in un fiume delle Everglades in Florida nel 1964 per mano di Nick Geraci, ex soldato e nemico della Famiglia Corleone. Hagen, che da qualche anno si era trasferito in Florida con la moglie e i figli e non era più Consigliere della Famiglia Corleone, cadde nell'inganno amichevole di Geraci, che dopo averlo rapito ed ucciso manderà a Michael un pacco contenente il portafoglio del suo ex consigliere e il corpo di un alligatore di pochi mesi. Tale esecuzione ricorda per certi versi la morte di Luca Brasi, avvenuta nel 1945.

## Curiosità
Analogamente a quanto accaduto col personaggio di Peter Clemenza ne Il padrino - Parte II, Francis Ford Coppola aveva intenzione di riproporre il personaggio di Tom Hagen ne Il padrino - Parte III, ma Robert Duvall rifiutò a seguito di una disputa legata al compenso. Di conseguenza, il regista inventò il personaggio di B.J. Harrison; curiosamente, questi, nella versione italiana, è doppiato da Cesare Barbetti, voce di Hagen nei primi due film.